# 欧苏瓦地区普伊
欧苏瓦地区普伊（法語：Pouilly-en-Auxois，法語發音：[puji ɑ̃.n‿o(k)swa]），法国东部市镇，位于勃艮第-弗朗什-孔泰大区科多尔省，隶属于博讷区，其市镇面积为10.12平方公里，2022年1月1日时人口数量为1,554人，在法国城市中排名第6,852位。
欧苏瓦地区普伊位于科多尔省中南部，欧苏瓦地区南部，科多尔山北侧边缘，是一个区域性的中心市镇，法国A6和A38两条高速公路在此交汇。

## 地名来源
“Pouilly”一名可能出自人名“Poilli”，其生平尚有待考证；“-en-Auxois”这一后缀自1801年起成为当地官方名称的一部分，在此之前，当地曾一度更名为“Pouilly-en-Montagne”。
此外，因翻译标准不同，“Pouilly-en-Auxois”在中文谷歌地图及部分中文资料中被译为普伊昂诺克苏瓦。

## 历史

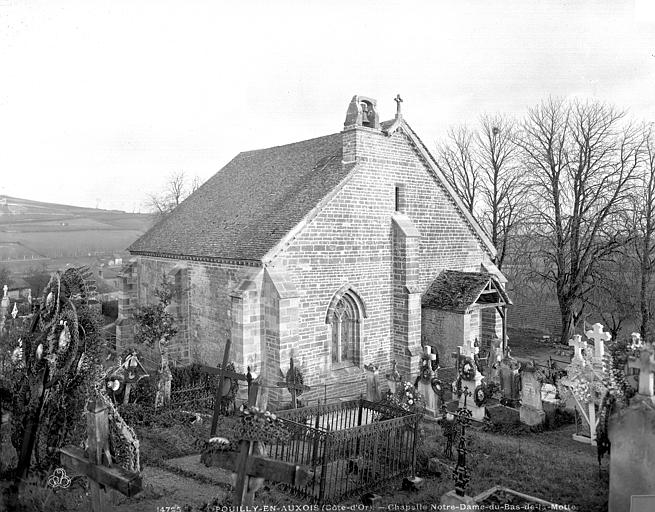
20世纪初的特鲁韦小教堂

欧苏瓦地区普伊的早期历史尚不清楚，中世纪末期该地为勃艮第公国的一部分。根据勃艮第地方历史学家安德烈·伯绍先生（André Beuchot）的论述，普伊最初的聚落可能形成于公元15世纪初。18世纪初，普伊境内曾出现了一处神学院。法国大革命后，欧苏瓦地区普伊成为科多尔省的一个市镇。途径欧苏瓦地区普伊的勃艮第运河于1833年建成。1856年，欧苏瓦地区普伊出现了一处砖瓦厂。1867年，圣伯多禄教堂建成。19世纪末，随着运河水路航运的发展和铁路的建成，普伊砖瓦厂的规模有所扩大，砖瓦制造成为这一区域的主要工业部门，其生产活动持续至20世纪中期。途径欧苏瓦地区普伊的A6高速公路于1969年建成通车，时任法国总理乔治·蓬皮杜曾参与开通仪式。20世纪80年代，勃艮第运河得到翻新以实现私人游艇的通行。

## 地理

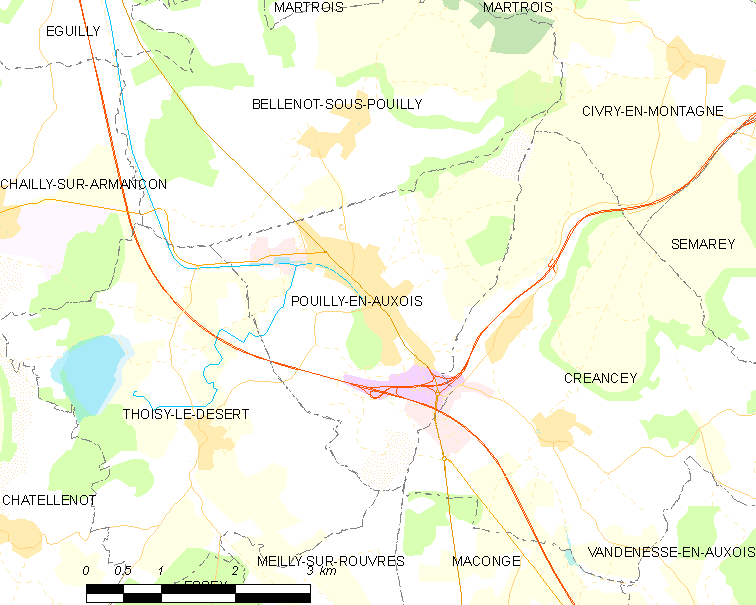
欧苏瓦地区普伊市镇范围地图

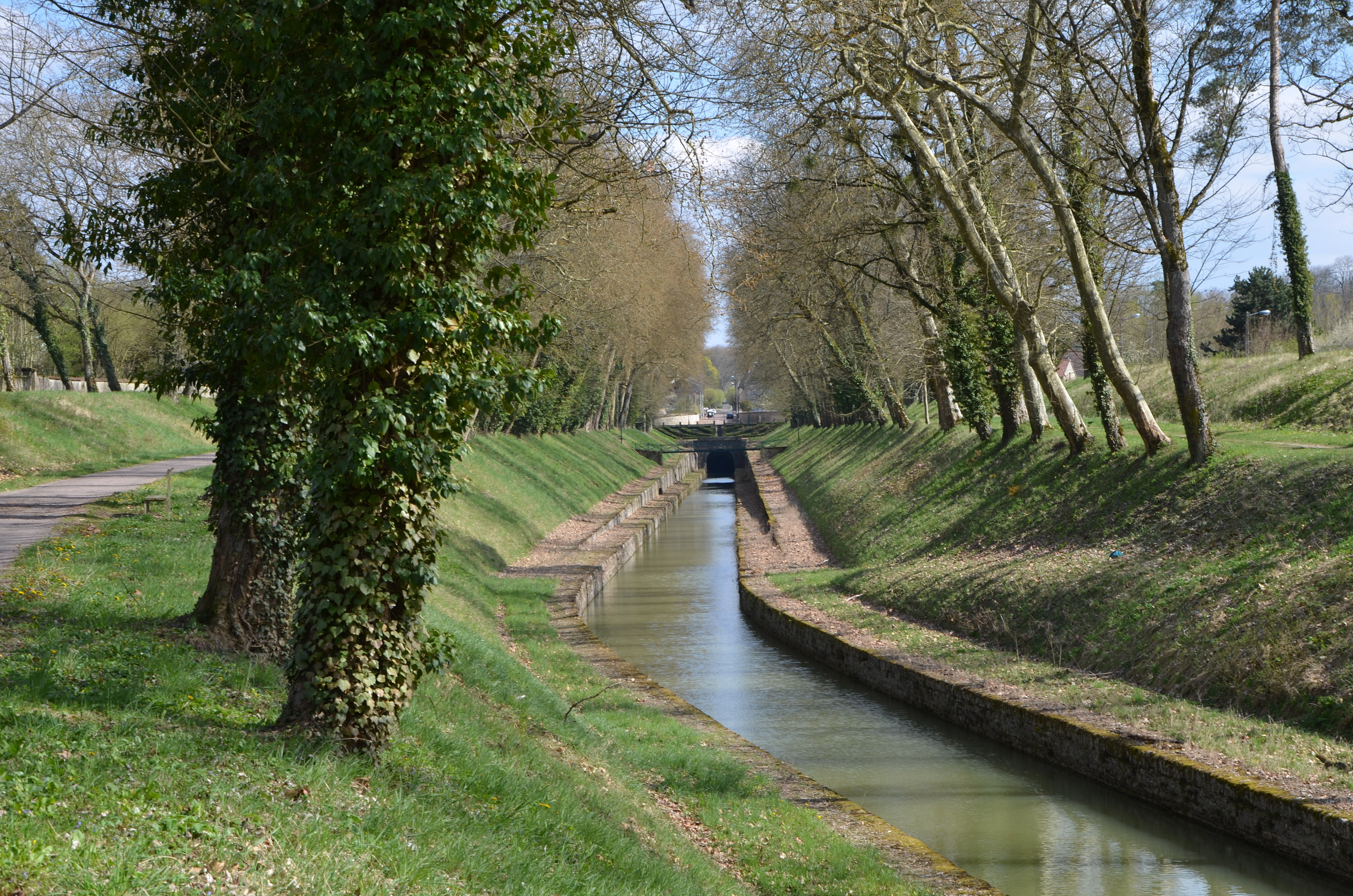
勃艮第运河

欧苏瓦地区普伊位于法国东部，勃艮第-弗朗什-孔泰大区中部和科多尔省中南部偏西，距离省会第戎大约43公里。与欧苏瓦地区普伊接壤的市镇包括：贝勒诺苏普伊、锡夫里昂蒙塔涅、图瓦西勒代塞尔、梅伊叙鲁夫尔和克雷昂塞。

### 地形
欧苏瓦地区普伊位于欧苏瓦和科多尔山的过渡地带，境内以平原和浅丘为主，市镇中心地势较为平坦，西南侧为圣皮埃尔岭（Butte de Saint-Pierre），东北侧为拉雷山（Larrey），全境海拔在369到560米之间。

### 水文
欧苏瓦地区普伊位于塞纳河和罗讷河两大流域的分水岭上，镇中心所处区域属于塞纳河水系，人工开凿的勃艮第运河在此通过长达3.3公里的运河隧道向东南联通索恩河水系，其隧道口西侧位于欧苏瓦地区普伊镇中心。

### 植被
欧苏瓦地区普伊属于温带阔叶混交林区，林地广泛分布于运河两岸以及丘陵地带。
在鲜花城市的评比中，欧苏瓦地区普伊被评为2星级鲜花城市。

### 气候
欧苏瓦地区普伊在柯本气候分类法中属于带有一定大陆性特征的温带海洋性气候（Cfb）。
欧苏瓦地区普伊境内设有气象站，以下为该气象站的数据（其中日照数据取自第戎）：
| 欧苏瓦地区普伊 1981年－2019年 | 欧苏瓦地区普伊 1981年－2019年 | 欧苏瓦地区普伊 1981年－2019年 | 欧苏瓦地区普伊 1981年－2019年 | 欧苏瓦地区普伊 1981年－2019年 | 欧苏瓦地区普伊 1981年－2019年 | 欧苏瓦地区普伊 1981年－2019年 | 欧苏瓦地区普伊 1981年－2019年 | 欧苏瓦地区普伊 1981年－2019年 | 欧苏瓦地区普伊 1981年－2019年 | 欧苏瓦地区普伊 1981年－2019年 | 欧苏瓦地区普伊 1981年－2019年 | 欧苏瓦地区普伊 1981年－2019年 | 欧苏瓦地区普伊 1981年－2019年 |
| 月份                          | 1月                           | 2月                           | 3月                           | 4月                           | 5月                           | 6月                           | 7月                           | 8月                           | 9月                           | 10月                          | 11月                          | 12月                          | 全年                          |
| ----------------------------- | ----------------------------- | ----------------------------- | ----------------------------- | ----------------------------- | ----------------------------- | ----------------------------- | ----------------------------- | ----------------------------- | ----------------------------- | ----------------------------- | ----------------------------- | ----------------------------- | ----------------------------- |
| 历史最高温 °C（°F）           | 18.6 (65.5)                   | 18.3 (64.9)                   | 23.1 (73.6)                   | 27.2 (81.0)                   | 30.5 (86.9)                   | 35.4 (95.7)                   | 35.6 (96.1)                   | 39.2 (102.6)                  | 32.5 (90.5)                   | 26.9 (80.4)                   | 21.3 (70.3)                   | 15.7 (60.3)                   | 39.2 (102.6)                  |
| 平均高温 °C（°F）             | 5.4 (41.7)                    | 7.1 (44.8)                    | 11.1 (52.0)                   | 14.6 (58.3)                   | 19 (66)                       | 22.5 (72.5)                   | 24.9 (76.8)                   | 24.7 (76.5)                   | 20 (68)                       | 15.3 (59.5)                   | 9.2 (48.6)                    | 5.6 (42.1)                    | 15 (59)                       |
| 日均气温 °C（°F）             | 2.4 (36.3)                    | 3.4 (38.1)                    | 6.6 (43.9)                    | 9.5 (49.1)                    | 13.8 (56.8)                   | 17 (63)                       | 19.1 (66.4)                   | 19 (66)                       | 14.8 (58.6)                   | 11 (52)                       | 5.9 (42.6)                    | 2.8 (37.0)                    | 10.4 (50.7)                   |
| 平均低温 °C（°F）             | −0.7 (30.7)                   | −0.3 (31.5)                   | 2 (36)                        | 4.3 (39.7)                    | 8.5 (47.3)                    | 11.5 (52.7)                   | 13.4 (56.1)                   | 13.2 (55.8)                   | 9.7 (49.5)                    | 6.7 (44.1)                    | 2.6 (36.7)                    | 0 (32)                        | 5.9 (42.6)                    |
| 历史最低温 °C（°F）           | −13.7 (7.3)                   | −14.5 (5.9)                   | −15.2 (4.6)                   | −4.8 (23.4)                   | −0.7 (30.7)                   | 1.3 (34.3)                    | 5.2 (41.4)                    | 4.3 (39.7)                    | −0.7 (30.7)                   | −5.8 (21.6)                   | −10.7 (12.7)                  | −18.2 (−0.8)                  | −18.2 (−0.8)                  |
| 平均降水量 mm（）             | 70.5 (2.78)                   | 55.5 (2.19)                   | 59.3 (2.33)                   | 69.5 (2.74)                   | 83.5 (3.29)                   | 71.9 (2.83)                   | 75 (3.0)                      | 68.5 (2.70)                   | 73 (2.9)                      | 83.3 (3.28)                   | 89 (3.5)                      | 73.3 (2.89)                   | 872.3 (34.34)                 |
| 月均日照時數                  | 63.9                          | 94.4                          | 151.3                         | 185.4                         | 212.3                         | 239.1                         | 248.3                         | 233.6                         | 181.3                         | 117.2                         | 67.8                          | 54.2                          | 1,848.8                       |
| 来源：infoclimat.fr           |                               |                               |                               |                               |                               |                               |                               |                               |                               |                               |                               |                               |                               |

## 行政区划
欧苏瓦地区普伊的市镇编号为21501，邮政编号为21320。
在行政管理方面，欧苏瓦地区普伊隶属于法国勃艮第-弗朗什-孔泰大区科多尔省博讷区；在地方选举方面，欧苏瓦地区普伊隶属于阿尔奈勒迪克县，其市镇范围全境被划入科多尔省第五选区；在社会管理方面，欧苏瓦地区普伊是欧苏瓦地区普伊-乌什河畔布利尼市镇公共社区的办公驻地。
截至2023年7月，欧苏瓦地区普伊市镇范围内暂无城市敏感街区及城市政策优先街区。
法国国家统计与经济研究所（简称）在进行数据统计时，未将欧苏瓦地区普伊划入任何城市核心区（Unité urbaine）、城市区（Aire urbaine）及城市辐射区（Aire d'attraction）内。此外，还将欧苏瓦地区普伊市镇整体看作一个“块区”（IRIS），以便于统计人口分布情况。

## 交通

### 公路
法国国家A6和A38两条高速公路的交汇于欧苏瓦地区普伊市区南部，并通过一处出入口连接市区，此外科多尔省省道D16线、D18线、D970线和D977Bis线在欧苏瓦地区普伊境内交汇。勃艮第-弗朗什-孔泰大区下属的城际客运提供校车线路，可前往周边部分市镇。
| 24 | 1.3 |

| 第戎 | 44 |

| 博讷 | 42 |

| 索略 | 31 |

2019年，62.1%的欧苏瓦地区普伊家庭拥有至少一辆私人汽车。2019年，欧苏瓦地区普伊境内共发生各类交通事故4起，造成4人受伤，其中2人重伤。

### 铁路
欧苏瓦地区普伊位于埃皮纳克—普耶奈铁路上，该铁路已于20世纪中期废弃。
距离欧苏瓦地区普伊最近的运营中的客运铁路车站为24公里外的下布莱西站，该站停靠往返于第戎和莱洛姆-阿莱西亚站一线的区域列车。

### 航空
距离欧苏瓦地区普伊最近的民用航空站为97公里外的多勒机场。

### 城市公共交通
截至2023年7月，欧苏瓦地区普伊暂无城市公共交通系统。

## 政治

### 市政内阁

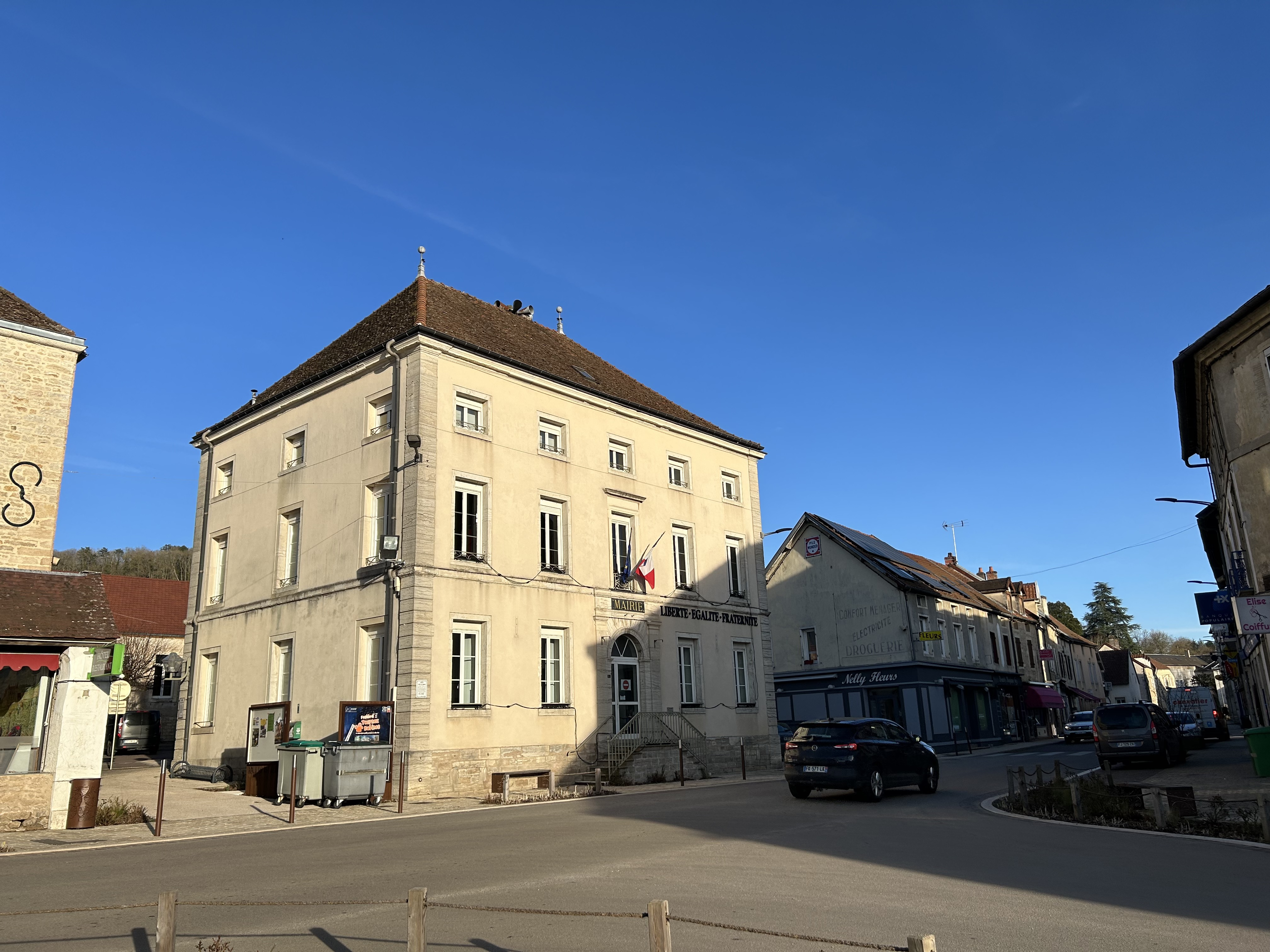
欧苏瓦地区普伊市政厅

欧苏瓦地区普伊的现任市长为埃里克·皮沃先生（Eric PIESVAUX），他是一名无党派人士，在2020年的市政选举中获得了100.00%的支持率（无其他候选人）。
| 欧苏瓦地区普伊历届市长 | 欧苏瓦地区普伊历届市长                        | 欧苏瓦地区普伊历届市长 |
| 任期                   | 市长                                          | 党派                   |
| ---------------------- | --------------------------------------------- | ---------------------- |
| （1965年以前资料暂缺） |                                               |                        |
| 1965年－1971年         | Pierre BORDEREAU 皮埃尔·博尔德罗              | 不详                   |
| 1971年－2001年         | Jean-Claude PATRIARCHE 让-克洛德·帕特里亚尔什 | 不详                   |
| 2001年－2014年         | Monique GARNIER 莫尼克·加尔尼耶               | 無黨籍                 |
| 2014年－2020年         | Bernard MILLOIR 贝尔纳·米卢瓦尔               | 無黨籍                 |
| 2020年－               | Eric PIESVAUX 埃里克·皮沃                     | 無黨籍                 |

### 各级选举
| 欧苏瓦地区普伊历届投票选举结果 | 欧苏瓦地区普伊历届投票选举结果 | 欧苏瓦地区普伊历届投票选举结果 | 欧苏瓦地区普伊历届投票选举结果 | 欧苏瓦地区普伊历届投票选举结果  | 欧苏瓦地区普伊历届投票选举结果 | 欧苏瓦地区普伊历届投票选举结果 | 欧苏瓦地区普伊历届投票选举结果  | 欧苏瓦地区普伊历届投票选举结果 | 欧苏瓦地区普伊历届投票选举结果 |
| 选举项目                       | 选举范围                       | 选区单位                       | 选区单位内的选举结果           | 选区单位内的选举结果            | 选区单位内的选举结果           | 选区单位内的选举结果           | 选区单位内的选举结果            | 选区单位内的选举结果           | 参考资料                       |
| 选举项目                       | 选举范围                       | 选区单位                       | 第一轮胜出者                   | 第一轮胜出者                    | 支持率                         | 第二轮胜出者                   | 第二轮胜出者                    | 支持率                         | 参考资料                       |
| ------------------------------ | ------------------------------ | ------------------------------ | ------------------------------ | ------------------------------- | ------------------------------ | ------------------------------ | ------------------------------- | ------------------------------ | ------------------------------ |
| 2017年法國總統選舉             | 法國                           | 市镇                           |                                | 弗朗索瓦·菲永                   | 28.93%                         |                                | 埃马纽埃尔·马克龙               | 56.83%                         | [ 22 ]                         |
| 2017年法国立法选举             | 科多尔省第五选区               | 市镇                           |                                | 迪迪埃·帕里                     | 42.76%                         |                                | 迪迪埃·帕里                     | 57.75%                         | [ 22 ]                         |
| 2019年欧洲议会选举             | 法國                           | 市镇                           |                                | 若尔丹·巴尔代拉                 | 29.35%                         | （不适用）                     | （不适用）                      | （不适用）                     | [ 24 ]                         |
| 2021年法国省级选举             | 科多尔省                       | 县                             |                                | 伊莎贝尔·科尼亚尔 皮埃尔·普瓦约 | 48.15%                         |                                | 伊莎贝尔·科尼亚尔 皮埃尔·普瓦约 | 60.4%                          | [ 25 ]                         |
| 2021年法国省级选举             | 科多尔省                       | 市镇                           |                                | 伊莎贝尔·科尼亚尔 皮埃尔·普瓦约 | 36.09%                         |                                | 伊莎贝尔·科尼亚尔 皮埃尔·普瓦约 | 50.74%                         | [ 25 ]                         |
| 2021年法国大区选举             |                                | 市镇                           |                                | 朱利安·奥杜尔                   | 30.32%                         |                                | 玛丽-吉特·迪费                  | 37.97%                         | [ 26 ]                         |
| 2022年法国总统选举             | 法國                           | 市镇                           |                                | 埃马纽埃尔·马克龙               | 27.5%                          |                                | 玛丽娜·勒庞                     | 50.69%                         | [ 22 ]                         |
| 2022年法国立法选举             | 科多尔省第五选区               | 市镇                           |                                | 迪迪埃·帕里                     | 27.23%                         |                                | 迪迪埃·帕里                     | 54.31%                         | [ 22 ]                         |

## 人口
2020年，欧苏瓦地区普伊市镇人口数量为1,537，在法国排名第6,852位。其中男性755人，女性782人，75岁及以上人口占12.6%，外籍人口数量为98人，人口密度为152人/平方公里，当地居民被称为（男性）或（女性）。2020年，欧苏瓦地区普伊境内出生12人，死亡人口47人。
| 欧苏瓦地区普伊1901年－2020年人口变化情况 |
|                                          |
| 数据来源：Cassini、INSEE                 |

## 经济
欧苏瓦地区普伊是一个区域性的中心市镇。截至2023年7月，欧苏瓦地区普伊市镇范围内共有各类用人单位（包含自雇）340家，平均历史为22年，其中99.04%为中小型企业（PME），2023年5月至7月间，当地的经济活力指数为0。（药品）、（零售）及（办公用具销售）是当地2021年营业额最高的三个企业，分别为16,036,601欧元、15,736,003欧元和8,179,801欧元。

## 财政与居民收入
2021年，欧苏瓦地区普伊的财政收入总额为2,021,590欧元，财政支出总额为1,484,970欧元，当年的债务总额为2,331,650欧元。2021年，欧苏瓦地区普伊市镇通过增值税获得201,750欧元的收入，此外当地还共获得了181,210欧元的国家直接财政补助。
2019年，欧苏瓦地区普伊的人均月收入总额为1,880欧元，低于法国平均水平（2,303欧元）。
2019年，欧苏瓦地区普伊境内的青壮年（15至64岁）失业率为10.9%；当地42.9%的家庭拥有纳税资格，平均纳税2,615欧元，低于法国平均水平（3,910欧元）。

## 社会事务

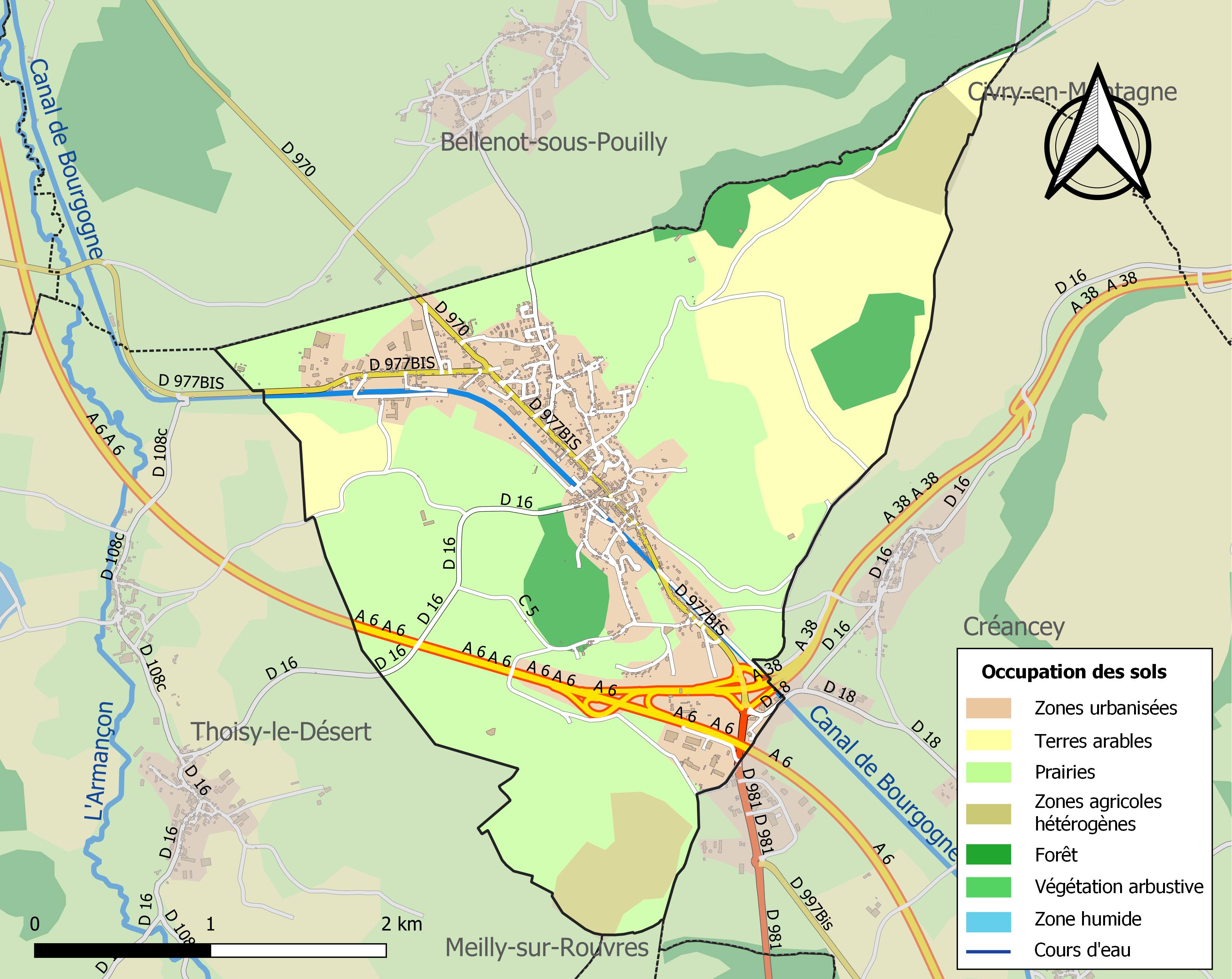
欧苏瓦地区普伊土地利用情况地图

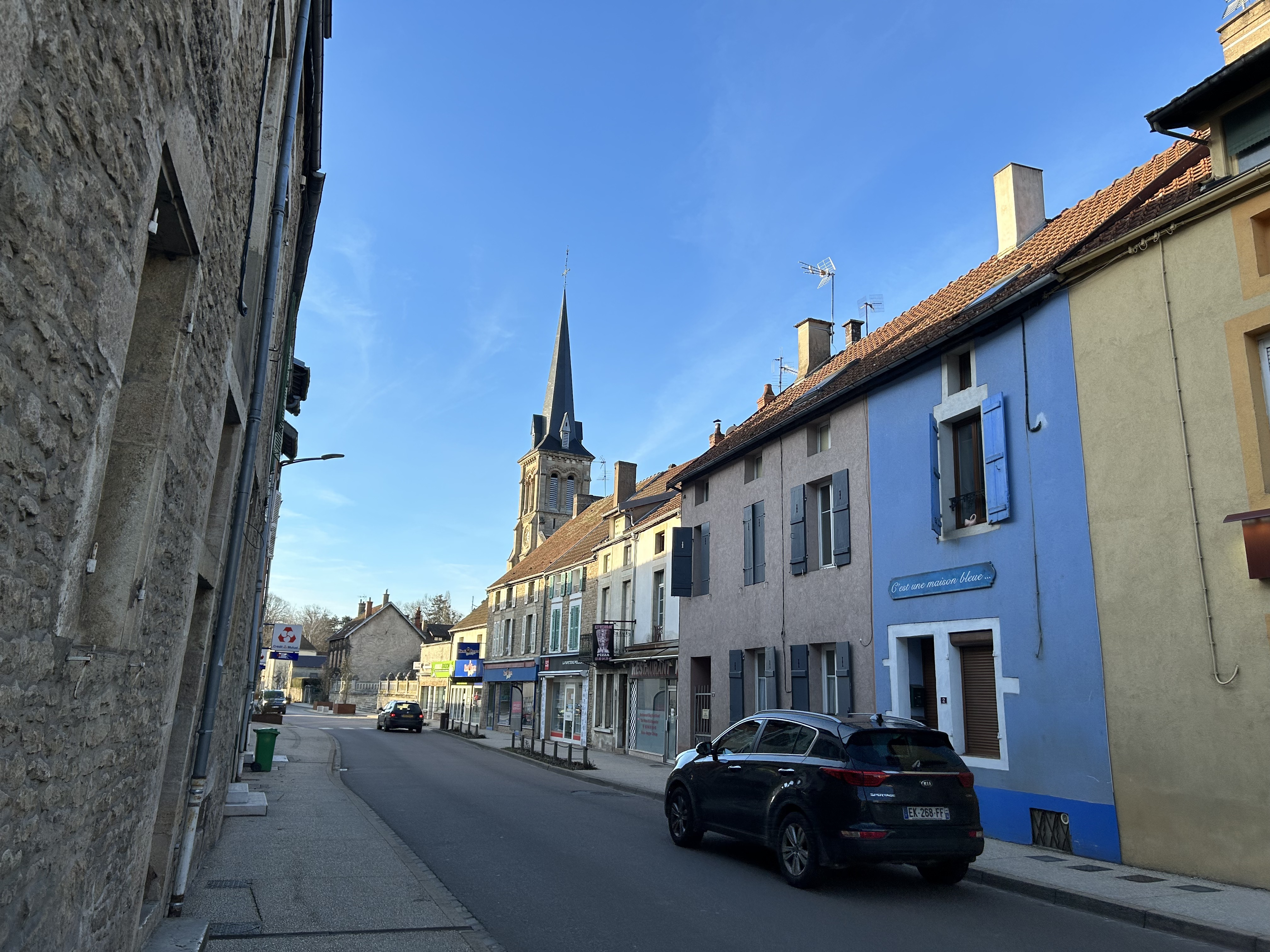
戴高乐将军大街

### 教育
欧苏瓦地区普伊属于第戎学区。截至2021年1月1日，欧苏瓦地区普伊境内共有1所幼儿园、3所小学、1所初级中学和1所普通高中。2021至2022学年度，欧苏瓦地区普伊境内共有在校中等教育阶段学生247名。

### 医疗
截至2021年1月1日，欧苏瓦地区普伊境内共有全科医生4名、保健师7名、牙医2名、护士15名和助产士2名。境内共有药房2家。
由欧苏瓦地区普伊前往第戎大学中心医院和博讷中心医院（Centre Hospitalier de Beaune）的正常车程均约35分钟。

### 住房
2019年，欧苏瓦地区普伊境内共有各类住房900套，其中56.1%为独立式居民区，42.3%为集中式居民区。常住房屋占欧苏瓦地区普伊市镇范围内居民建筑总量的81.7%。
在住房保障政策方面，2021年，欧苏瓦地区普伊境内共有177户家庭获得了住房经济补助，受益人数占总人口数量的11.5%，其中159份为房租补助。

### 商业
2021年，欧苏瓦地区普伊境内共有各类实体商铺66家，其中餐厅5家、大型超市2家、杂货店0家、面包房4家、肉铺1家、书店1家、装饰品店1家、银行门店4家、美容美发店4家、汽车维修店3家。市区西北部建有Super U购物超市。

### 体育
2021年，欧苏瓦地区普伊境内共有1间体育馆、2处网球场以及1处足球或橄榄球场。
截至2023年7月，欧苏瓦地区普伊体育联盟（Association Sportive Pouilly en Auxois，编号523635）是欧苏瓦地区普伊境内唯一的一家注册足球俱乐部，其主队2022至2023赛季参加科多尔省足球联赛甲组（法国第九级别），其主场为阿兰·莫雷球场（Stade Alain Moret）。

### 环境
欧苏瓦地区普伊的环境事务由其所属的欧苏瓦地区普伊-乌什河畔布利尼市镇公共社区联合各级政府协调负责。2021年，欧苏瓦地区普伊境内暂无污染企业。

### 治安
2021年，欧苏瓦地区普伊市镇范围内有1处宪兵队。
欧苏瓦地区普伊及其附近的共185个市镇是博讷国家宪兵队（zone gendarmerie de Beaune）的管辖范围。2020年，该宪兵队累计记录各类案件1,897起，其中盗窃类案件937起，经济类案件283起，毒品交易类案件113起。

## 文化

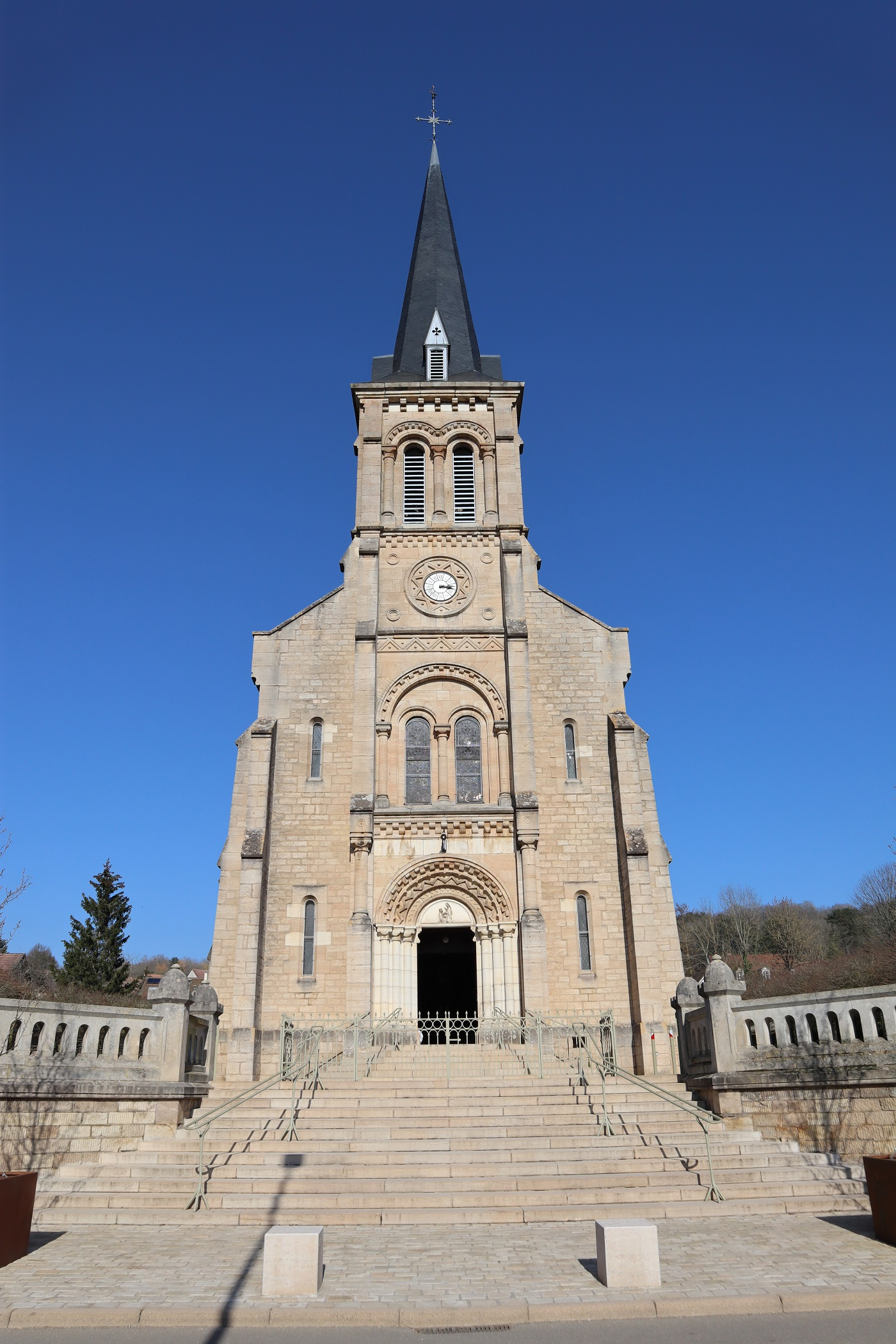
圣伯多禄教堂

2021年，欧苏瓦地区普伊境内暂无任何文化设施。欧苏瓦地区普伊市政府提供市政图书馆，每周二至六向公众开放。

### 建筑
欧苏瓦地区普伊境内有多处历史建筑，其中特鲁韦圣母小教堂、圣伯多禄教堂（Église Saint-Pierre de Pouilly-en-Auxois）等为法国国家文物保护单位。

### 旅游
欧苏瓦地区普伊的旅游事务由其所属的欧苏瓦地区普伊-乌什河畔布利尼市镇公共社区负责。2022年，欧苏瓦地区普伊境内共有2家酒店共计23间房间；另有1个露营地，可容纳共70辆露营车。

### 媒体
法国主要的媒体均可在欧苏瓦地区普伊接收，法国电视三台下属的勃艮第-弗朗什-孔泰大区频道在部分时段播出欧苏瓦地区普伊所在科多尔省的地方新闻。《公共财产报》、蓝色法兰西勃艮第广播等是当地主要的地方性媒体。

## 相关人物
法国政治家保罗·屈尼塞-卡诺出生于欧苏瓦地区普伊。

## 友好城市
截至2023年7月，欧苏瓦地区普伊共与一座城市建立了友好城市关系：
- 盧森堡 伦宁根